# Vidrike järv
Vidrike järv är en sjö i södra Estland. Den ligger i Otepää kommun i landskapet Valgamaa, 190 km sydost om huvudstaden Tallinn. Vidrike järv ligger 119 meter över havet. Arean är 0,14 kvadratkilometer. Den ligger i Otepää högland och utgör källsjö för floden Pühäjõgi som är ett biflöde till Võhandu jõgi, Estlands längsta flod som mynnar i sjön Peipus.  